# СС гренадирски пук (1. бугарски)
СС гренадирски пук (1. Бугарски) формиран је у Другом светском рату када је Бугарска напустила Силе осовине и придружила се Савезницима у септембру 1944. године. До 600 добровољаца бугарских радника и војника који се нису сложили са одлуком своје владе да промени своју лојалност.
Већина добровољаца била је у Немачкој у то време или била прикачена уз немачке војне јединице и спремна је да настави борбу против комунизма. Јединица је обећала верност бугарској влади у изгнанству Александра Цанкова.
Јединица је поново била опремљена али противтенковским оружјем у априлу 1945. године и преименована је у SS Panzer Zerstörer Regiment (СС анти-тенковски пук). Немци су се надали да ће пук бити темељ за нову гренадирску дивизију СС, али пошто је недостајало људство, овај циљ се није могао постићи пре краја рата.

## Команданти
- СС-штандартенфирер Гинтер Анхалт
- СС-оберфирер Хајнц Бертлинг
- СС-оберфирер Богосанов
- СС-оберфирер Рогосароф